# Martin Mortensen
Martin Mortensen (Herning, Dinamarca, 5 de noviembre de 1984) es un ciclista danés que fue profesional entre 2007 y 2019.
Como amateur cosechó notables éxitos, incluyendo campeonatos nacionales contra el crono. En 2007, pasó al profesionalismo de la mano del equipo Designa Køkken. Tras dos temporadas fichó por el Vacansoleil, equipo en el que permaneció dos temporadas. En 2011 fichó por el Leopard Trek y tras la fusión de este con el RadioShack, retornó al Vacansoleil-DCM en 2012.
En octubre de 2019 anunció su retirada como ciclista profesional tras no encontrar equipo para el año 2020.

## Palmarés
2008
- 1 etapa de la Boucle de l'Artois
- Dúo Normando (con Michael Tronborg)

2011
- 2.º en el Campeonato de Dinamarca en Ruta

2013
- 1 etapa del Tour de Normandía
- 1 etapa de la Vuelta a Eslovaquia

2014
- Tour de la República Checa, más 1 etapa

2015
- Velothon Wales
- 2.º en el Campeonato de Dinamarca en Ruta

2016
- Tro Bro Leon

## Equipos
- Team Designa Køkken (2007-2008)
- Vacansoleil Pro Cycling Team (2009-2010)
- Leopard Trek (2011)
- Vacansoleil-DCM Pro Cycling Team (2012)
- Concordia Forsikring-Riwal (2013)
- Cult Energy (2014-2015)
  - Cult Energy Vital Water (2014)
  - Cult Energy Pro Cycling (2015)
- One Pro Cycling (2016)
- ColoQuick Cult (2017)
- Riwal CeramicSpeed (2018)
- Team Waoo (2019)